# Häfen Hannover

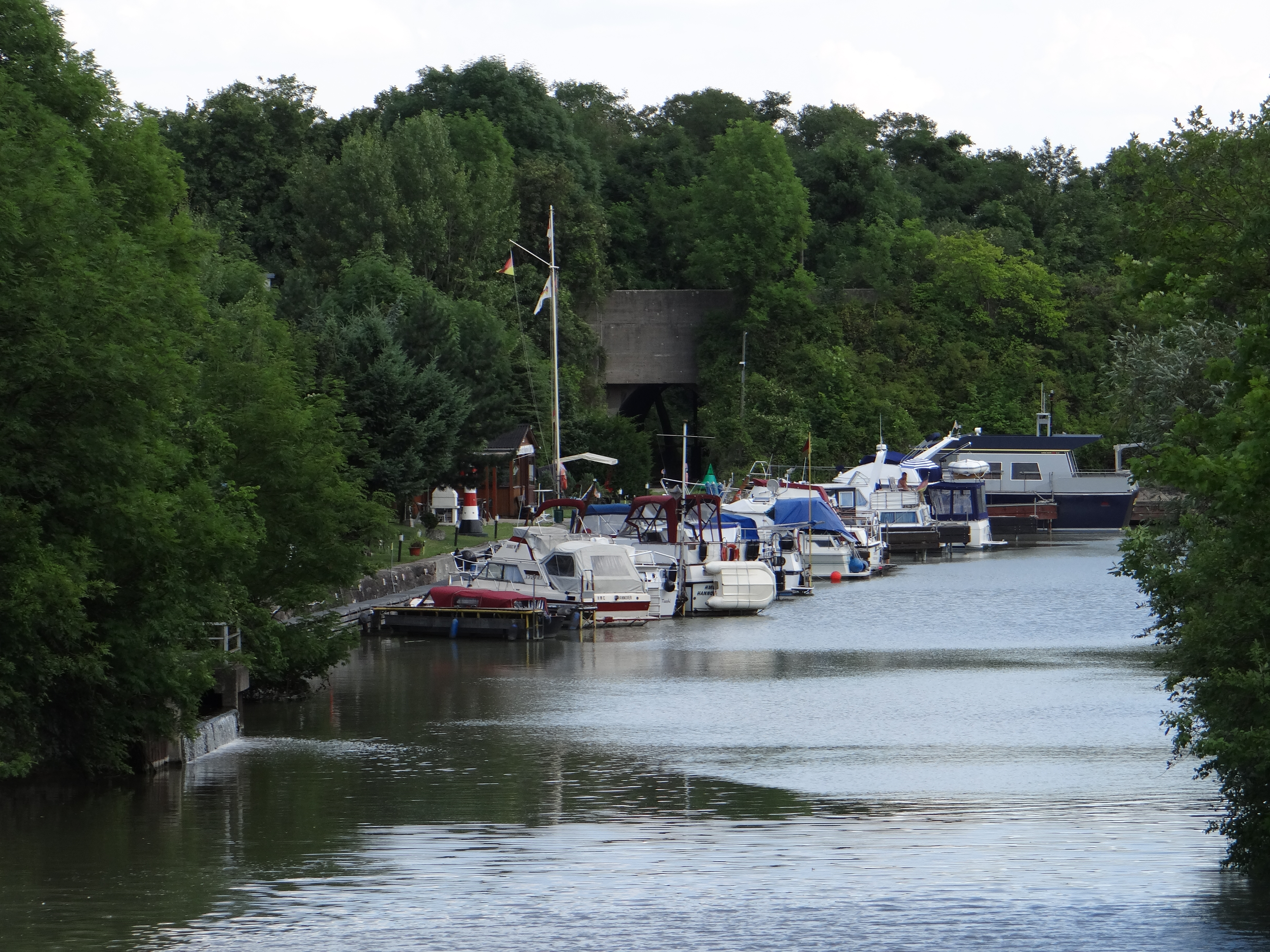
Yachthafen Misburg

Die Häfen Hannover umfassen mehrere Binnenhäfen, Länden, Sport- und Yachthäfen, sowie Schleusenvorhäfen auf dem Gebiet der Stadt Hannover, Niedersachsen und ist ein Städtischer Eigenbetrieb im Dezernat V-Wirtschaft und Umwelt der Stadtverwaltung Hannover.

## Geographie
- Karte mit allen Koordinaten:
- OSM |
- WikiMap

Die Häfen Hannovers liegen, räumlich verteilt, ringsum des Ortskernes, an der Bundeswasserstraße Mittellandkanal (MLK), deren Stichkanal Hannover-Linden (SKL), dem Stichkanal Misburg (SKM), sowie an dem Verbindungskanal zur Leine, an der Leine und an der Ihme. Alle Häfen Hannovers sind über drei Schleusen zueinander schiffbar verbunden.

### Mittellandkanal und Stichkanal Misburg
Die folgenden Hafeneinrichtungen Hannovers liegen direkt an dem mit Schubverbänden bis zu 185 m Länge und Großmotorgüterschiffen bis zu 4 m Tiefgang befahrbaren Mittellandkanal oder an dem bei MLK 171,1 nördlich abzweigendem Stichkanal Misburg (SKM):
| Lage: Gewässer – km | Höhe ü. NN | Hafen:   | Beschreibung        | Kailänge                               | Ausstattung |
| ------------------- | ---------- | -------- | ------------------- | -------------------------------------- | --- |
| MLK 154,7 Süd       | 50,3       | Lände ⊙  | Nordhafen           | 2.800 m, gespundet                     | – siehe Artikel – drei Umschlagsländen für die Berufsschifffahrt, Bahnanschluss                                                                                             |
| MLK 160,7 Nord      | 50,3       | Bucht ⊙  | Brinker Bucht       | –                                      | Wendebucht für Schiffe bis zu 100 m Länge, öffentliche Slipstelle für Kleinfahrzeuge                                                                                        |
| MLK 160,9 Süd       | 50,3       | Lände ⊙  | Außenlände Brink    | 300 m, gespundet                       | Liegeplätze für drei Gütermotorschiffe (GMS) |
| MLK 161,1 Nord      | 50,3       | Hafen ⊙  | Brinker Hafen       | 350 m, gespundet                       | – siehe Artikel – Hafenbecken für die Berufsschifffahrt, Bahnanschluss |
| MLK 162,9 Süd       | 50,3       | Lände ⊙  | WSP-Hafen           | 180 m, Kaimauer                        | Außenlände der Wasserschutzpolizei Niedersachsen, ASt. Hannover und öffentliche Slipanlage für Kleinfahrzeuge                                                               |
| MLK 163,5 Süd       | 50,3       | Marina ⊙ | Yachthafen Hannover | 75 m × 35 m                            | Steganlage, 45 Wasserliegeplätze, Diesel-Tankstelle, Strom, Wasser, Sanitär, WLAN, Gastronomie                                                                              |
| MLK 164,4 Süd       | 50,3       | Lände ⊙  | Rudersport          | 30 m Kai                               | Sonderanleger für Muskelkraftfahrzeuge, Niederkai, Treppe, Bootshaus, Trockenliegeplätze, kleiner Kran, Strom, Wasser, Sanitär                                              |
| MLK 165,0 Süd       | 50,3       | Lände ⊙  | Lände List          | 215 m gespundet                        | zwei Liegeplätze für GMS |
| MLK 171,6 Süd       | 50,3       | Lände ⊙  | Außenlände Misburg  | 330 m, geböscht                        | drei Liegeplätze für GMS |
| MLK 173,4           | 50,3       | Lände ⊙  | Länden              | 2 × 490 m gespundet                    | unterer Schleusenvorhafen, jeweils vier Liegeplätze beidseitig für die Berufsschifffahrt, Anlegeplatz für Kleinfahrzeuge mit Sprechstelle                                   |
| MLK 174,5           | 65,0       | Lände ⊙  | Länden              | S 420 m, gespundet, N 570 m, gespundet | oberer Schleusenvorhafen, Liegeplätze für GMS beidseitig, zwei Bunkerstellen, Anlegeplatz für Kleinfahrzeuge mit Sprechstelle und Wendebucht für Schiffe bis zu 120 m Länge |
| Stichkanal Misburg  |            |          |                     |                                        | |
| SKM 1,0 Süd         | 50,3       | Lände ⊙  | Misburger Hafen     | 420 m, gespundet                       | – siehe Artikel – Umschlagslände für die Berufsschifffahrt, Bahnanschluss                                                                                                   |
| SKM 2,3 Nord        | 50,3       | Marina ⊙ | Marina Misburg      | 140 m gespundet                        | Slipstelle, Stege, Clubhaus, Strom, Wasser, Sanitär, je 25 Wasser- und Trockenliegeplätze                                                                                   |
| SKM 3,3 West        | 50,3       | Hafen ⊙  | Westbecken          | 135 m, gespundet                       | – siehe Artikel – Hafenbecken für die Berufsschifffahrt, Bahnanschluss, (Schiffslänge und Tiefgang eingeschränkt)                                                           |
| SKM 3,4 Ost         | 50,3       | Hafen ⊙  | Ostbecken           | 270 m, gespundet                       | – siehe Artikel – Hafenbecken für die Berufsschifffahrt, Bahnanschluss, (Schiffslänge und Tiefgang eingeschränkt)                                                           |

### Leine, Ihme und Stichkanal Linden
Weitere Häfen Hannovers befinden sich an dem bei MLK km 149,6 südlich abzweigendem Stichkanal Hannover-Linden (SKL), dem Verbindungskanal zur Leine (VKL), an der Leine und der Ihme.

Bedingt durch die Dimensionierung der Schleusen ist die Schiffsgröße zum Lindener Hafen hin auf 90 × 9 m eingeschränkt und zur Leine hin auf 75 × 9 m.
| Lage: Gewässer – km         | Höhe ü. NN | Hafen:    | Beschreibung      | Kailänge           | Ausstattung |
| --------------------------- | ---------- | --------- | ----------------- | ------------------ | --- |
| Stichkanal Hannover-Linden: |            |           |                   |                    | |
| SKL 7,3 Süd                 | 50,3       | Lände ⊙   | Yachthafen Ahlem  | 200 m, gespundet   | ca. 30 private Wasserliegeplätze                                                                                              |
| SKL 7,8 Süd                 | 50,3       | Lände ⊙   | Anleger Ahlem     | 50 m, Kaimauer     | 10 Wasserliegeplätze, 15 Trockenliegeplätze, öffentliche Slipanlage für Kleinfahrzeuge                                        |
| SKL 10,2                    | 58,1       | Hafen ⊙   | Lindener Hafen    | 2.065 m, gespundet | – siehe Artikel – zwei Piers mit Bahnanschluss, Wendebucht, Schiffsgröße bis 90 × 9 m und 2,8 m Tiefgang                      |
| Verbindungskanal zur Leine: |            |           |                   |                    | |
| VKL 0,2 Nord                | 50,3       | Lände ⊙   | Yachthafen Limmer | 300 m, gespundet   | Steganlage, Kran 4,5 t, 30 Wasserliegeplätze, Trockenliegeplätze, Strom Wasser, Sanitär                                       |
| VKL 0,6 Süd                 | 50,3       | Lände ⊙   | Rudersport        | 45 m Kai           | Sonderanleger für Muskelkraftfahrzeuge, Niederkai, Treppe, Bootshaus, Trockenliegeplätze, Strom, Wasser, Sanitär, Gastronomie |
| Leine:                      |            |           |                   |                    | |
| km 22,1 Nord                | 48,0       | Lände ⊙   | Bauhafen          | 80 m, geböscht     | Stege, Treppe, wird auch vom Ruderverein genutzt                                                                              |
| km 21,4 Nord                | 48,0       | Lände ⊙   | Sportanleger      | 12 m Kaimauer      | Bootshaus, Strom, Wasser, Sanitär, Gastronomie, wird vom Kanu-Sport-Club und dem Wasserskiclub genutzt                        |
| km 20,8 Nord                | 48,0       | (hist.) ⊙ | Leinehafen        | abgegangen         | ehemals 600 m Kailänge; seit 1959 überbaut – siehe Artikel ehemaliger Leinehafen –                                            |
| Ihme:                       |            |           |                   |                    | |
| km 19,9 Nord                | 48,0       | Lände ⊙   | Ihme-Lände        | Steganlage         | Anleger für die Ausflugs- und Personenschifffahrt, ÖPNV-Anbindung                                                             |
| km 19,7 Süd                 | 48,0       | Lände ⊙   | Ihme-Lände        | 80 m, Kai          | Liegeplätze für die Ausflugs- und Personenschifffahrt                                                                         |
| km 18,6 Süd                 | 48,0       | Lände ⊙   | DRC-Steg          | 12 m Schwimmsteg   | Schwimmsteg, Bootshaus, Gastronomie                                                                                           |

## Geschichte
Bereits zur karolingischer Zeit war die Leine ein wichtiger Handelsweg. Es wurde gerudert, gestakt, getreidelt und auch gesegelt, sowie die Fischerei betrieben. Alte Urkunden aus dieser Zeit belegen dies.
Seit dem 12. Jahrhundert hatte Hannover als Endhafen an der Leine das Stapelrecht inne. Um 1241 ist der Handel bis nach Flandern belegt.
Vom 13. bis in das 16. Jahrhundert bestand als Hafenplatz der Stapel in Hannover. Es sind nicht viele Aufzeichnungen aus dieser Epoche erhalten, überliefert ist jedoch, dass 1506 bei Marienwerder eine der Leineschleusen erneuert wurde.
Nach den Wirren des Dreißigjährigen Krieges wurden die Hafenanlagen völlig neu gebaut und der Ernst-August-Kanal entstand. Bis ins 19. Jahrhundert wurde auch in erheblichen Umfang geflößt und mit Dampfschiffen gefahren.
Der Ernst-August-Kanal war bis zum Beginn des 20. Jahrhunderts in Betrieb und verlor erst seine Bedeutung, als in den 1910er Jahren die Leine begradigt und der Leinehafen gebaut wurde. Dieser war nur etwa zehn Jahre in Betrieb, war in den 1930er Jahren bereits wieder aufgelassen und ging im Zweiten Weltkrieg vollständig ab.
Im Zeitraum 1907 bis 1916 wurden in und um Hannover der Mittellandkanal, der Stichkanal Hannover-Linden, der Brinker Hafen und der Misburger Hafen gebaut, der beim Ausbruch des Ersten Weltkrieges vorübergehend der östliche Endhafen des Kanales war. Bereits 1915 gab es in Hannover zehn Ladestellen am Mittellandkanal und an den Stichkanälen Hannover-Linden, Brink und Misburg. Der Durchstich des Kanales, der den durchgängigen Betrieb zwischen der Weser und der Ems ermöglichte, erfolgte schließlich 1916, zur Leine hin 1917. Zur Fertigstellung des Leinehafens wurden bereits russische Kriegsgefangene zur Zwangsarbeit eingesetzt.
Die Häfen waren von Anfang an mit Bahnanschlüssen ausgestattet. Es siedelte sich trotz des Ersten Weltkrieges und der Weltwirtschaftskrise schnell weitere Industrie an und auch eine Werft entstand.

In den 1920er Jahren wurde der Mittellandkanal über die Schleuse Anderten nach Osten hin weitergebaut. Er erreichte in der Zwischenkriegszeit 1929 Peine, 1933 Braunschweig und 1938 schließlich die Elbe, wodurch die Umschlagsmengen stetig anwuchsen.
Als sich kriegsbedingt im Zweiten Weltkrieg die Schäden häuften und die Arbeitskräfte knapp wurden, erhielt man den Betrieb der in Hannover angesiedelten kriegswichtigen Industrie und in den Häfen wiederum mit Zwangsarbeitern und Kriegsgefangenen aufrecht. Diese waren beispielsweise im KZ-Außenlager Hannover-Limmer, im Frauenlager am Brinker Hafen, im KZ Hannover-Stöcken, dem KZ-Außenlager Hannover-Langenhagen und in den Nachbarorten Garbsen, Seelze, Sehnde und Lemmer interniert. Eine Gedenktafel am Brinker Hafen erinnert heute hieran.
Zum Kriegsende waren die Häfen nahezu vollständig von durch Bombentreffer versenkten Schiffen blockiert und die umliegende Infrastruktur zu 90 % zerstört. Der Rest fiel Plünderungen anheim.
Nach dem Wiederaufbau in den 1950er Jahren erfolgte in den 1960er Jahren im Zuge von Ertüchtigungs- und Ausbauarbeiten des Kanales eine Modernisierung der Umschlagstellen, zum Teil veränderte sich auch deren Lage und Nutzung. Aus dem Werfthafen List und der Mergel-Ladestelle Misburg wurden in den 1990er Jahren Yachthäfen, der abgegangene Leinehafen wurde bereits 1959 mit einem Damm überbaut. Diese Häfen und auch die Anlegestellen an der Ihme waren den zeitgemäßen Anforderungen der Berufsschifffahrt nicht mehr gerecht, leisten aber mit den bereits vorhandenen Ausstattungen der Ausflugs- und Freizeitschifffahrt weiterhin gute Dienste.
Weitere Ausbauarbeiten wurden von den 1980er bis in die 2000er Jahre durchgeführt. Die Fahrrinne und die Güterverkehrshäfen am Mittellandkanal wurden Zug um Zug durchgängig für Schiffsgrößen von 110 × 10 m und 4 m Tiefgang ausgebaggert. Der WSP-Hafen kam hinzu und die Leinequerung erhielt eine zweite, breitere Fahrrinne. (Neue Fahrt)

## Gewerbe und Infrastruktur
Heute bestehen die Häfen Hannovers aus etlichen Standorten, deren Einrichtungen den jeweiligen Zwecken speziell angepasst sind, und zum Teil eigene Betreiber haben (siehe Einzelartikel). Den gewerblichen Güterumschlag koordiniert die Städtische Häfen Hannover GmbH (SHH) mit mehreren Tochtergesellschaften. Die Städtischen Häfen hatten 2016 einen Umschlag von 3,9 Millionen Tonnen, davon 1,3 Millionen Tonnen Schiffsfracht.
Die Personenschifffahrt wird von der Hannoverschen Personenschiffahrts GmbH organisiert.
Die vielen kleineren Einrichtungen und Anlegestellen für die Sport- und Freizeitschifffahrt haben jeweils eigene Betreiber und diese sind meist vereinsmäßig organisiert.
Die Wasserschutzpolizei besitzt eigene Betriebsgelände und als Anleger für Bau- und Arbeitsboote wird zudem das Oberwasser des Leinewehrs genutzt.

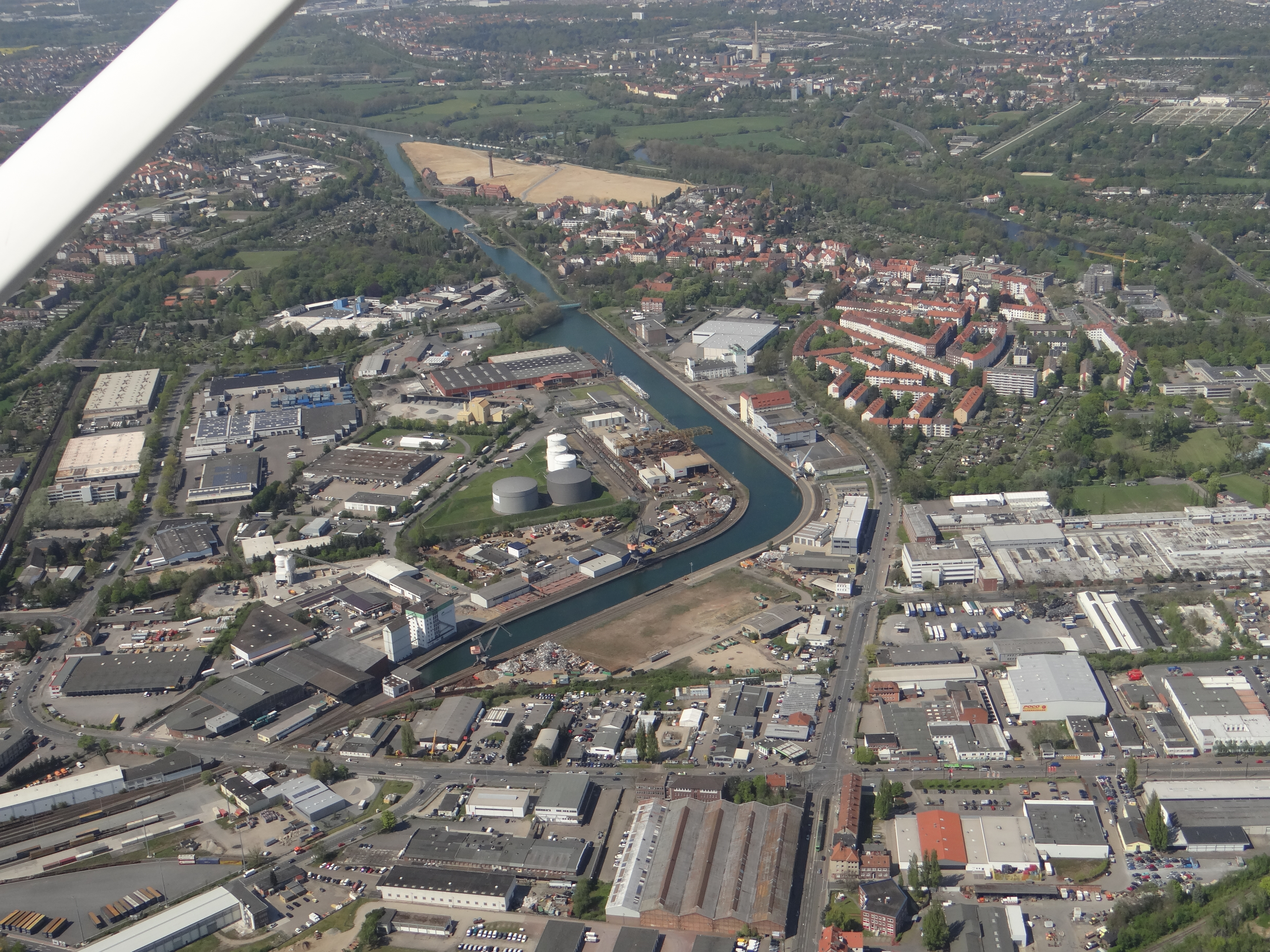
Lindener Hafen und Leineabstiegskanal
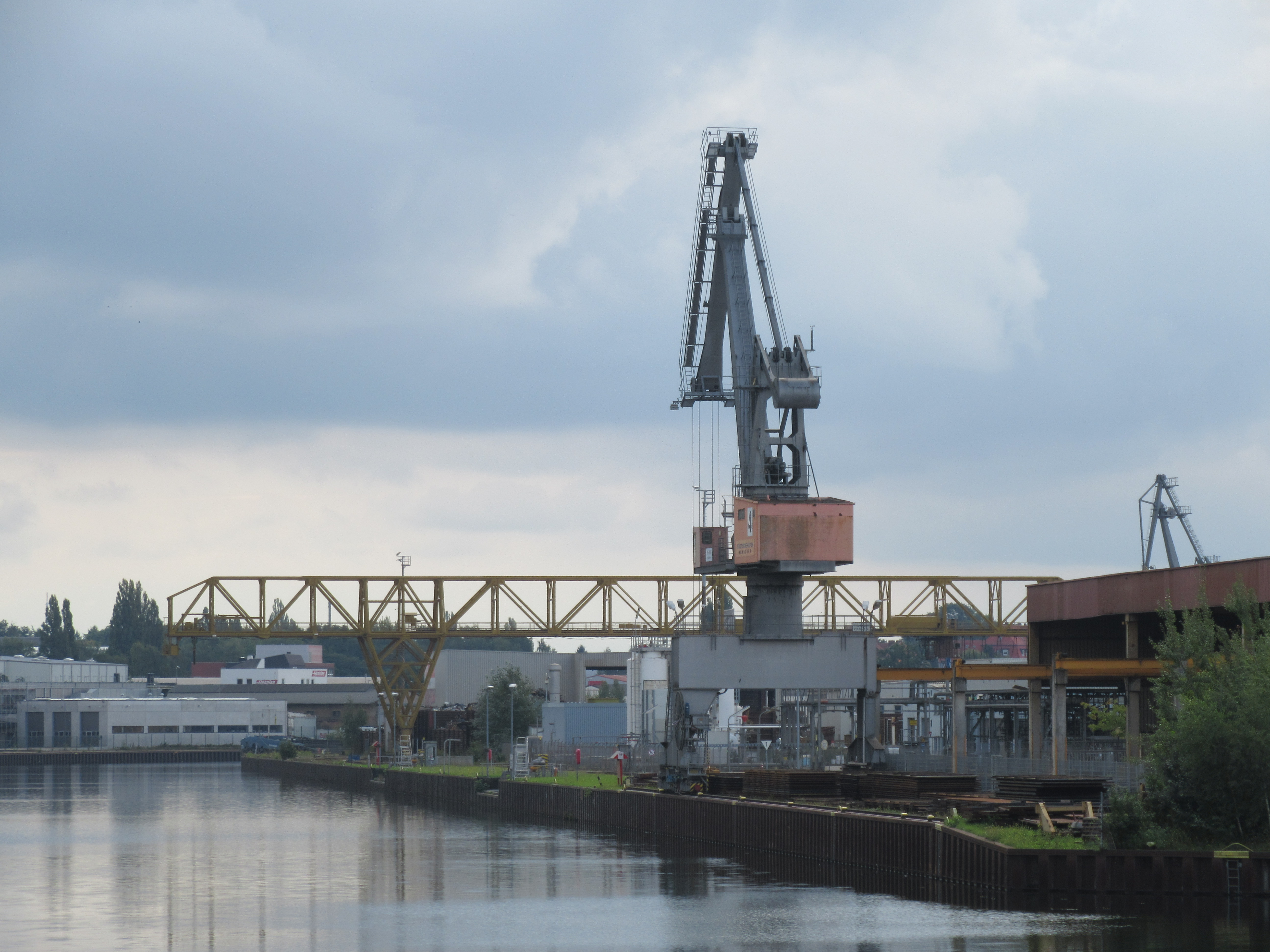
Lindener Hafen
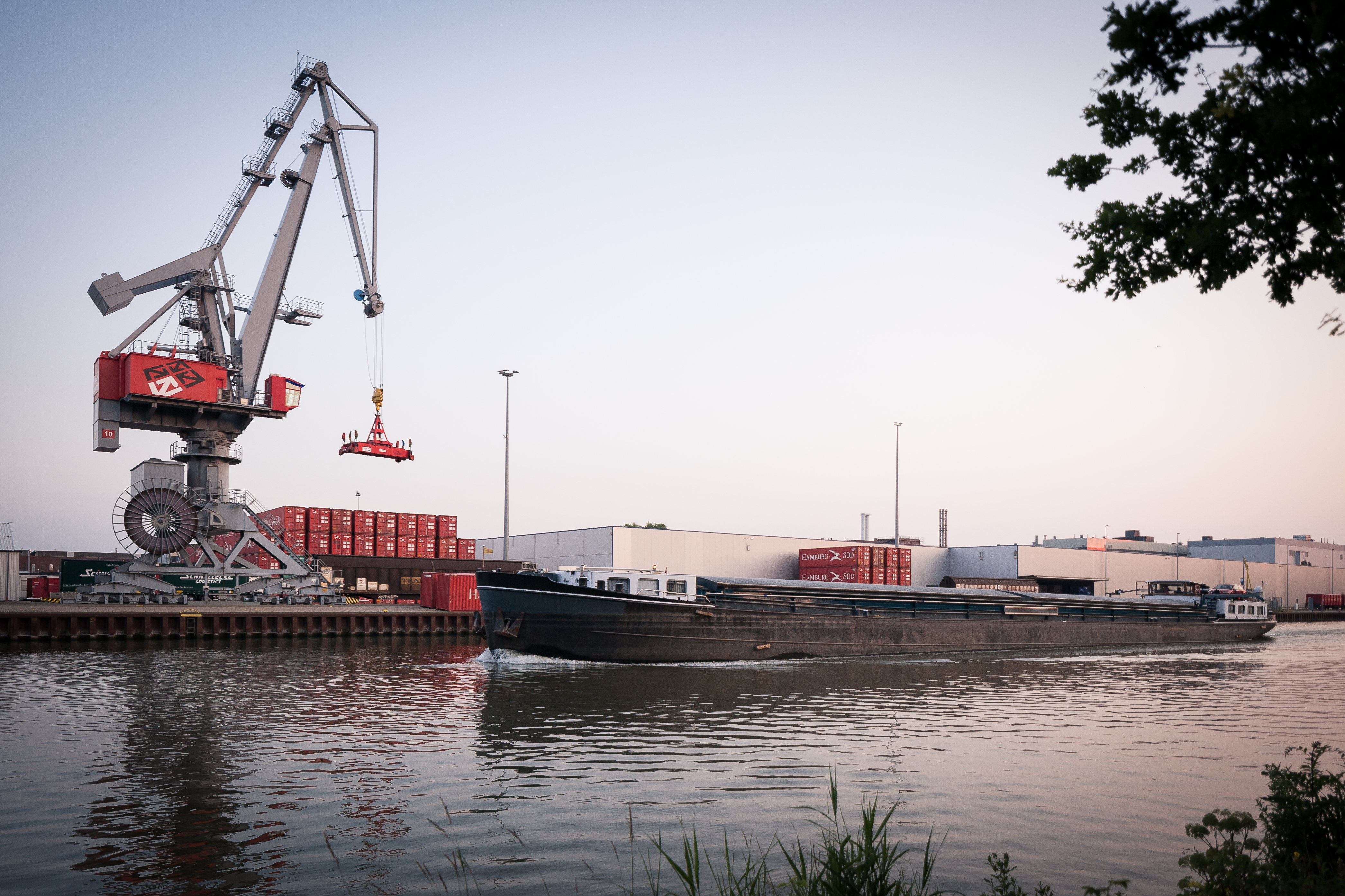
Containerterminal im Nordhafen
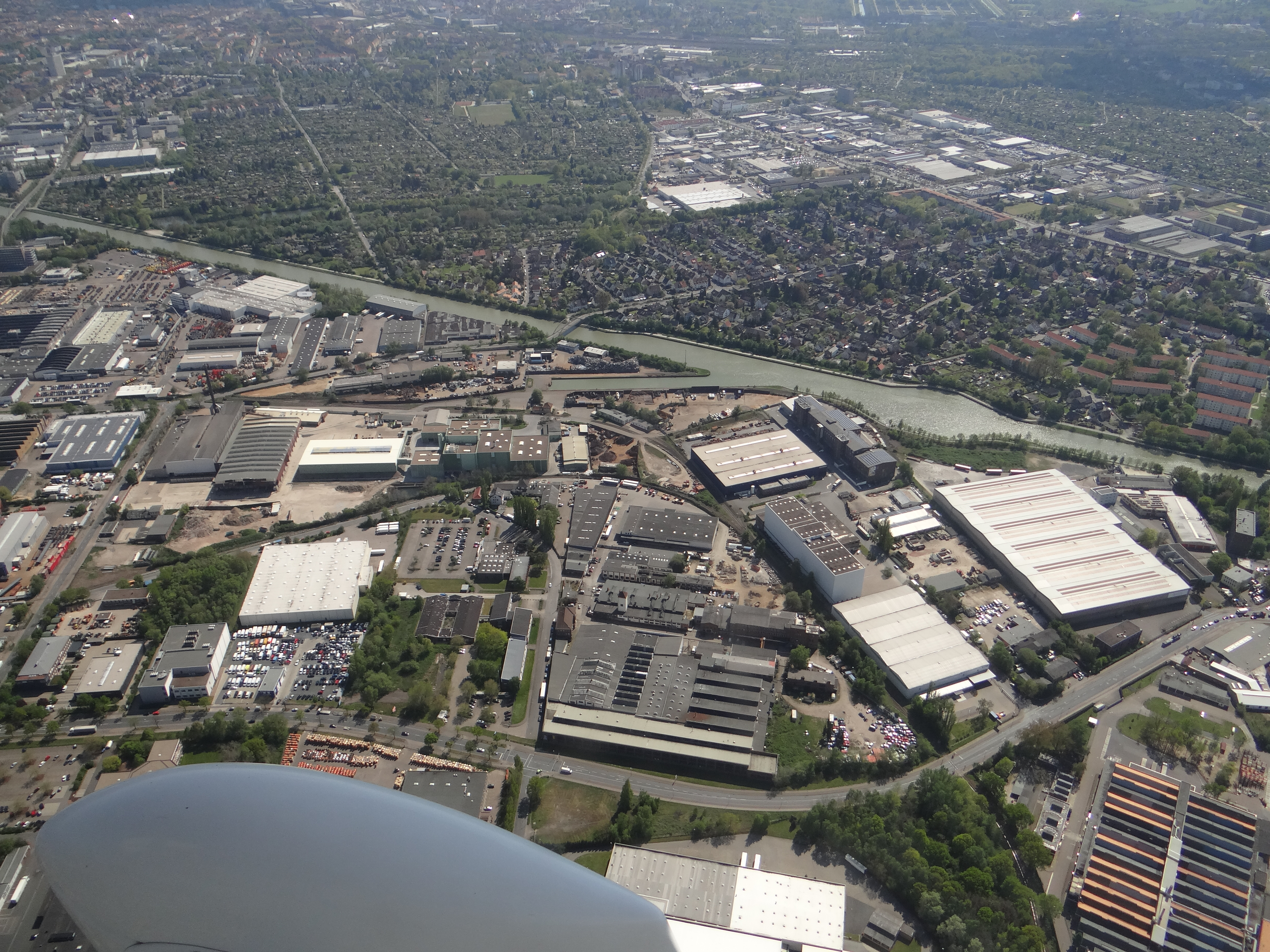
Brinker Hafen und Außenlände
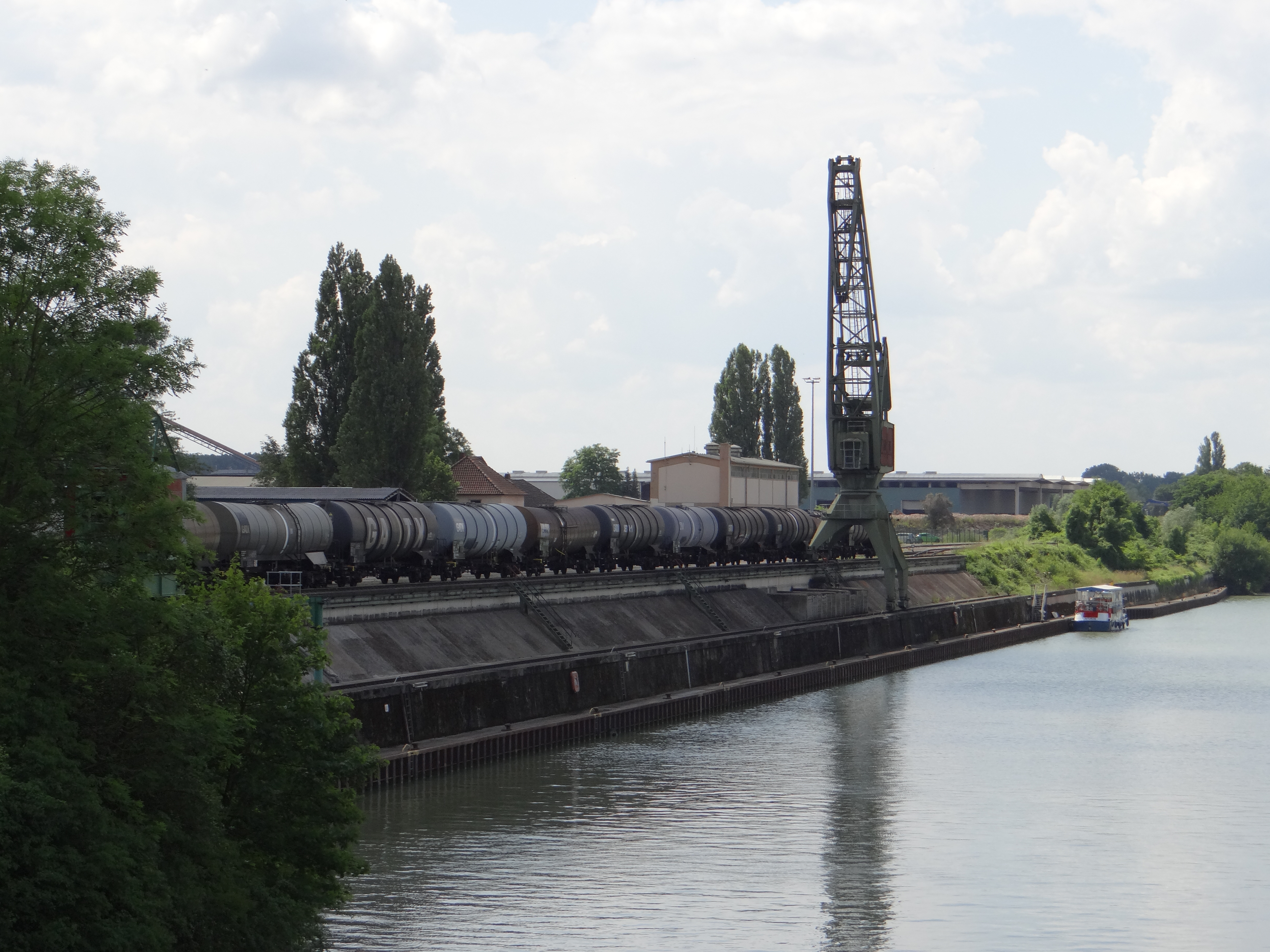
Misburger Hafen
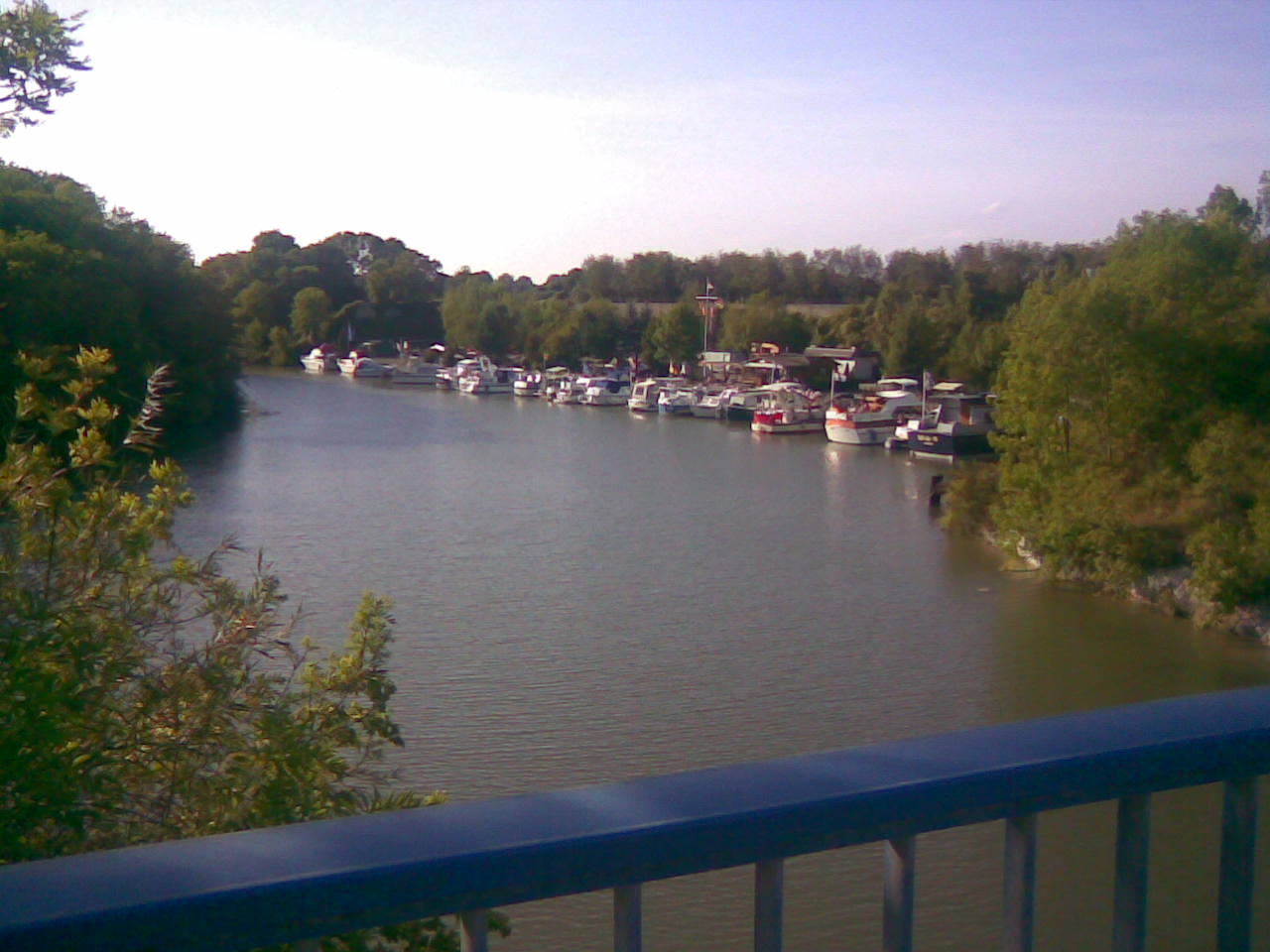
Yachthafen Misburg
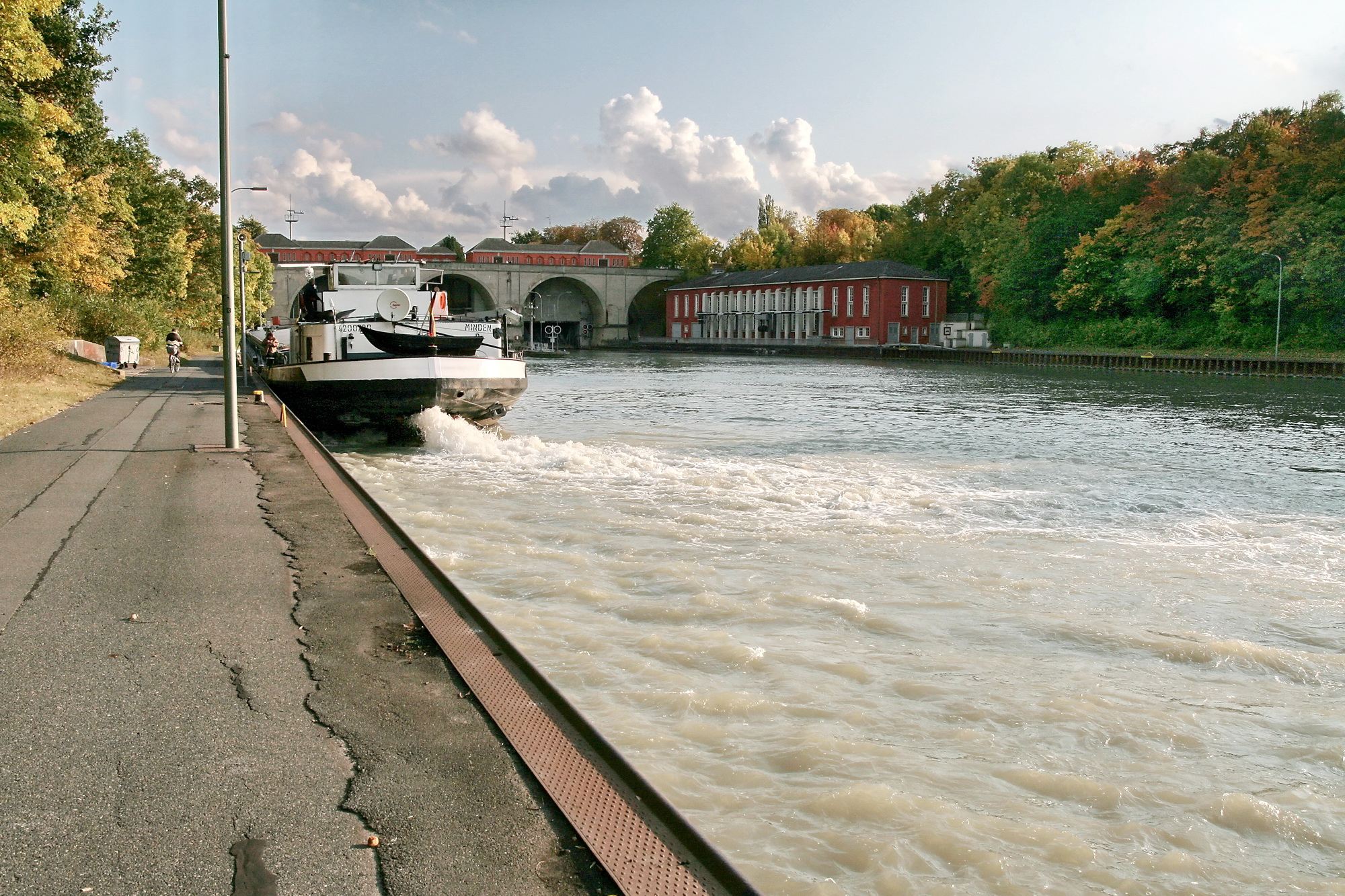
Unterer Schleusenvorhafen Anderten